# Н’Джок, Самми
Самми́ Н’Джок (фр. Sammy N'Djock; род. 25 февраля 1990[…], Яунде) — камерунский футболист, игравший на позиции вратаря. Выступал за сборную Камеруна.

## Клубная карьера
Воспитанник футбольной школы клуба «Лилль».
В сезоне 2010/2011 перешёл в чемпионат Турции, где стал игроком «Антальяспор». Дебют за турецкий клуб состоялся 30 августа 2010 года в матче против «Трабзонспора». В первом сезоне он провёл 7 игр, а во втором 3 игры.
Летом 2013 года на правах аренды перешёл в «Фетхиеспор» с Первой лиги Турции, с которым в тот же сезоне занял 17 место. Дебют состоялся в Кубке Турции 2013/2014 против «Фенербахче» (2:1).
В марте 2015 года был подписан клубом Североамериканской футбольной лиги «Миннесота Юнайтед». Дебют за американский клуб состоялся 11 апреля 2015 года в матче против «Тампа-Бэй Раудис».

## Выступление за сборную
2 июня 2013 Н’Джок дебютировал сборную Камеруна в товарищеской игре против сборной Украины, отыграв весь матч и сохранив свои ворота в неприкосновенности (0:0). Однако основным голкипером так и не стал, проведя всю квалификацию на чемпионат мира 2014 в качестве запасного голкипера. Несмотря на это, он попал в окончательную заявку сборной на чемпионат мира 2014 в Бразилии, где был третьим голкипером.